# Pramlintidă
Pramlintida (cu denumirea comercială Symlin) este un medicament antidiabetic, un analog de amilină, fiind utilizat în tratamentul diabetului zaharat. Calea de administrare disponibilă este cea subcutanată.

## Utilizări medicale
Pramlintida este utilizată în tratamentul diabetului zaharat de tip 1 sau de tip 2 care utilizează insulină.

## Mecanism de acțiune
Pramlintida este un analog de amilină, care este un hormon peptidic secretat în sânge de către celulele beta pancreatice, împreună cu insulina, după masă. Are rolul de a normaliza nivelele de glucoză din sânge și, la fel ca insulina, este complet absentă la pacienții cu diabet zaharat de tipul 1.